# We're Not in Kansas Anymore
"We're Not in Kansas Anymore" (apelidado durante a produção de "Pilot") é o episódio de estreia da primeira temporada da spin-off de Beverly Hills, 90210, 90210 . É a quarta série de continuação à história principal de Beverly Hills, 90210. O piloto foi escrito por Gabe Sachs, Jeff Judah, e Rob Thomas, e foi dirigido por Mark Piznarski. Fez parte da primeira hora premiere de duas horas da série a 9 de Setembro de 2008 no The CW nos EUA.

## Sinopse do episódio

### Sumária
Na primeira parte da season premiere de 90210, Harrison Wilson aceita trabalhar como diretor em West Beverly Hills High, obrigando assim a família Wilson a se mudar de Kansas para a Califórnia e se adaptar a nova vida na cidade, enquanto ficam de olho na problemática avó Tabitha.

### Detalhada
O primeiro dia de aulas em West Beverly Hills High School não deixa nenhumas dúvidas a Annie Wilson e ao irmão Dixon de que já não estão mais no Kansas (they're not in Kansas anymore). A família Wilson, incluindo o pai Harry e a mãe Debbie, mudou para Beverly Hills para manter o olho na mãe de Harry, Tabitha, uma antiga actriz e estrela de telefilmes que já teve internada na Betty Ford Clinic.
Para Annie e Dixon, o sentimento de estranheza no primeiro dia de aulas num novo liceu é tornado pior com o facto de o pai ser o reitor do mesmo liceu.  Para Annie, uma rapariga doce e que adora o teatro, os primeiros momentos tornam-se bastante chocantes culturalmente, com as novas companheiras a vestirem-se segundo ela como se fossem para os Óscares, e para Dixon, um atleta de eleição que foi adoptado pelos Wilson oito anos antes, um momento de desconforto pois mais uma vez terá de realizar novas amizades. A relação de ambos é bastante forte o que os ajuda nesta nova fase e a interagir com os novos colegas como Naomi, uma adolescente mimada, rica e bela; Ethan, um dos mais populares atletas, e que já tinha saído com Annie há dois verões atrás; Navid, um aspirante jornalista que gere e dirige o principal boletim de notícias diárias no liceu; e Silver Taylor, uma rebelde que produz um site tipo YouTube onde se insurge contra tudo o que lhe vem à cabeça e que é irmã de Kelly Taylor.
Kelly faz parte do staff da escola de elite WBHHS, onde encontramos também o professor de literatura Ryan Matthews.
A família Wilson começa a perceber que muito começa a mudar nas suas vidas e que agora nada será igual.

## Elenco de actores

### Principal
- Shenae Grimes como Annie Wilson
- Tristan Wilds como Dixon Wilson
- Jessica Stroup como Erin "Silver" Silver
- AnnaLynne McCord como Naomi Clark
- Dustin Milligan como Ethan Ward
- Michael Steger como Navid Shirazi
- Ryan Eggold como Ryan Matthews
- Lori Loughlin como Debbie Wilson
- Rob Estes como Harrison "Harry" Wilson
- Jessica Walter como Tabitha Wilson

### Convidados especiais
- Jennie Garth como Kelly Taylor
- Shannen Doherty como Brenda Walsh
- Christina Moore como Tracey Clark
- James Patrick Stuart como Charlie Clark
- Joe E. Tata como Nat Bussichio
- Adam Gregory como Ty Collins
- Jana Kramer
- Michael Piccirilli como Gabriel
- Jessica Lowndes como Adrianna
- Kellan Lutz como George Evans
- Meghan Markle como Wendy
- Brooklyn Sudano como Miss Austin
- Linda Gray como Mrs Brewer
- Brandon Michael Vayda como Mike

## Audiência nos EUA
A 9 de Setembro de 2008, o episódio foi visto por 4.91 milhões de espectadores com picos de 5.5 milhões. Os números finais são de 3.9/6 (audiência/share).

## Banda sonora
- "Beat Control" -  Tilly and the Wall
- "California Bound" - Carolina Liar
- "Chasing Pavements" -  Adele
- "Don't Let Me Fall" - Lenka
- "Last Day of Your Life" - Glass Pear
- "Pot Kettle Black" - Tilly and the Wall
- "Shut Up and Let Me Go" - The Ting Tings
- "Time To Pretend" - Mgmt
- "Viva La Vida" - Coldplay
- "Wannamama" - Pop Levi
- "What You Got" - Colby O'Donis e Akon
- "Whee Doggie Banjo Bit" - Billy Lee Cox
- "You're Gonna Go Far, Kid" - The Offspring